# Dacus taurus
Dacus taurus är en tvåvingeart som beskrevs av Munro 1937. Dacus taurus ingår i släktet Dacus och familjen borrflugor.
Artens utbredningsområde är Nigeria. Inga underarter finns listade i Catalogue of Life.